# Río Mali Cheremshán
El río Mali Cheremshán (en ruso: Малый Черемшан; tártaro: Keçe Çirmeşän) es un río de Rusia, afluente por la derecha del Bolshói Cheremshán, un afluente del Volga.

## Geografía
El río discurre por el territorio de la república de Tartaristán y el óblast de Uliánovsk. Tiene una longitud de 213 km (192 km de los cuales están en la república de Tartaristán) y una cuenca de 3.190 km². Su caudal medio es de 4.75 m³/s a 123 km de la desembocadura (máximo de 702 m³/s, en 1979). Nace cerca de la aldea Tatarski Eltan en el raión de Chístopol del Tartaristán. Desemboca en el Bolshói Cheremshán en el óblast de Uliánovsk. Es considerado monumento natural de la república de Tartaristán desde 1978. Es de régimen nival. Permanece bajo el hielo de noviembre a abril.
Sus principales afluentes son el: Cheboksarka, Savrushka, Bagana, Adamka, Vialulkina, Baranka, Marasa, Ata, Shiya y el Yujmanka.